# Ropinirol
Ropinirol (INN) (Requip, Ropark, Adartrel) je dopaminski agonist. Ovaj lek proizvode kompanije GlaksoSmitKlajn (GSK), Cipla i Sun farmaceutikal. On se koristi u tretmanu Parkinsonove bolesti. Ropinirol je jedan od tri leka koje je FDA odobrila za lečenje sindroma nemirnih nogu. Druga dva su pramipeksol (Mirapeks) i gabapentin enakarbil (Horizant). Otkriće da je ovaj lek primenljiv u lečenju sindroma nemirnih nogu je korišćeno kao primer uspešne promene namene leka.
Patent na ropinirol je istekao maja 2008, te je ovaj lek dostupan u generičkom obliku.

## Farmakologija
Ropinirol deluje kao agonist D2, D3, i D4 dopaminskih receptora sa visokim afinitetom za D2. On je u manjoj meri aktivan na 5-HT2, i α2 receptorima. On nema afiniteta za 5-HT1, benzodiazepinski, GABA, muskarinski, α1, i β-adrenoreceptore.
Ropinirol metabolizuje prvenstveno citohrom P450 CYP1A2, čime se formiraju dva metabolita; SK&F-104557 i SK&F-89124, oba od kojih se renalno uklanjaju. Pri dozama većim od kliničkih, on je takođe supstrat za CYP3A4, dok ori dozama većim od 24 ,  može da bude inhibiran.

## Spoljašnje veze
- Ropinirol zs sindrom nemirnih nogu Архивирано на веб-сајту  (7. јануар 2010)
- Ropinirol za Parkinsonovu bolest Архивирано на веб-сајту  (5. јун 2008)

|  | Molimo Vas, obratite pažnju na važno upozorenje u vezi sa temama iz oblasti medicine (zdravlja). |